# 合并条约
建立歐洲各大共同體統一理事會和統一委員會的條約（英語：Treaty establishing a Single Council and a Single Commission of the European Communities），簡稱合併條約（英語：Merger Treaty），有時亦稱布魯塞爾條約，於1965年4月8日由歐洲經濟共同體的六個成員國在比利時首都布魯塞爾簽訂，並自1967年7月1日開始生效。
根據這一條約之規定，歐洲煤鋼共同體、歐洲原子能共同體以及歐洲經濟共同體這歐洲三大共同體將其組織機構合併，建立了一統的歐洲部長理事會和歐盟委員會。